# Muzeum NRD w Berlinie
Muzeum NRD (niem. DDR Museum) – muzeum w Berlinie otwarte w 2006 r. Poświęcone jest życiu i kulturze dnia codziennego byłej Niemieckiej Republiki Demokratycznej.

## Galeria

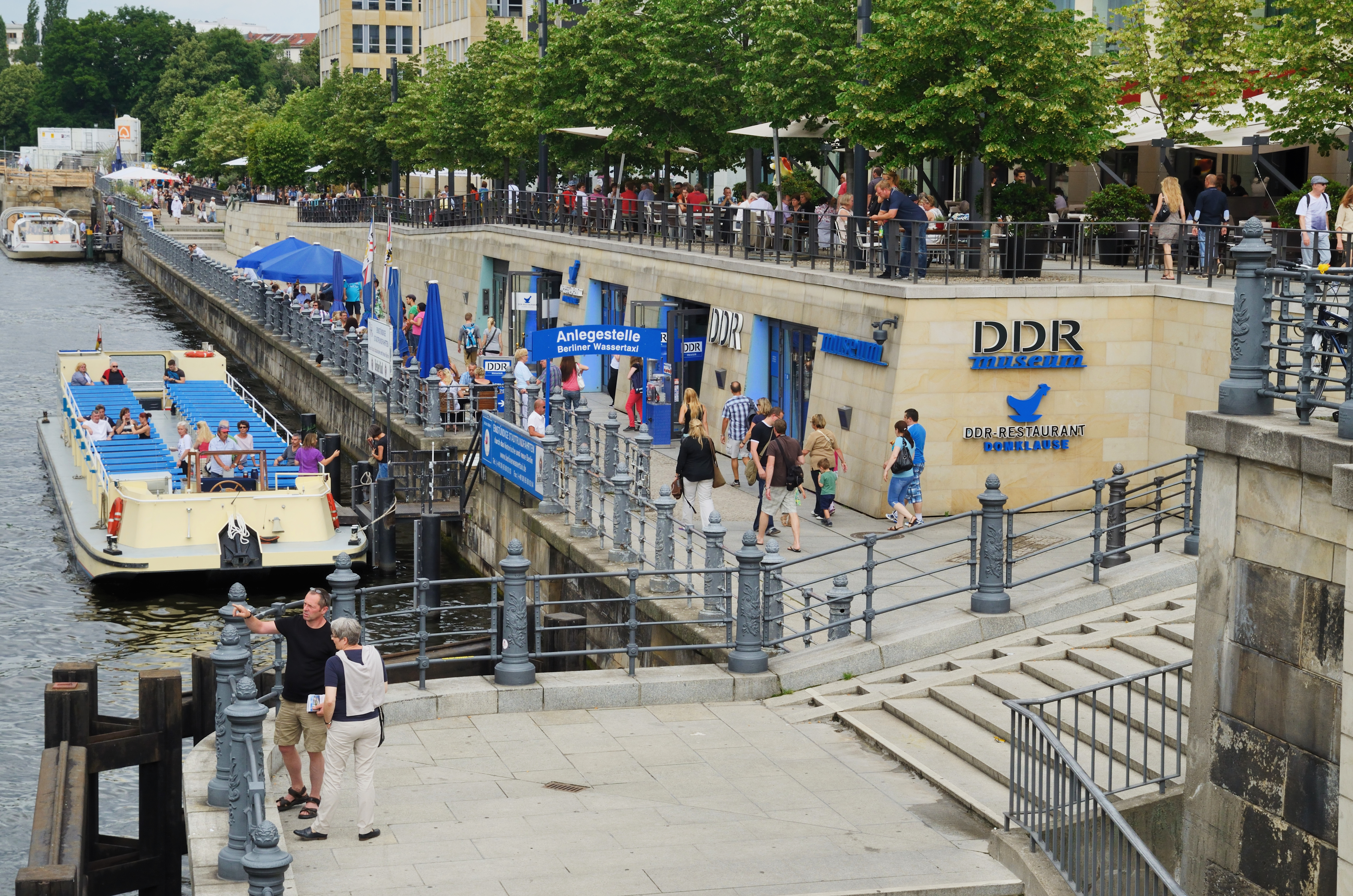
Wejście do muzeum
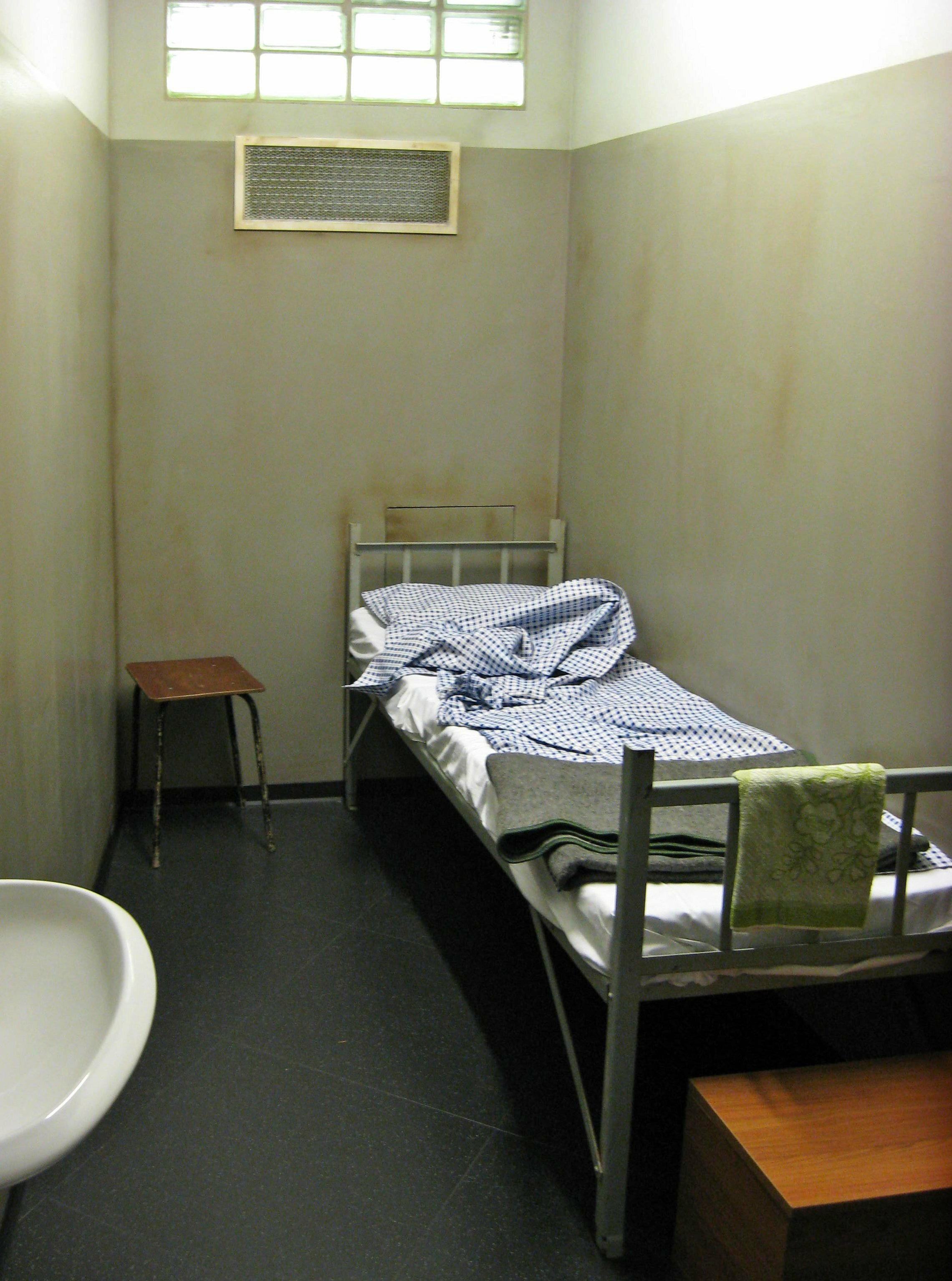
Typowa cela
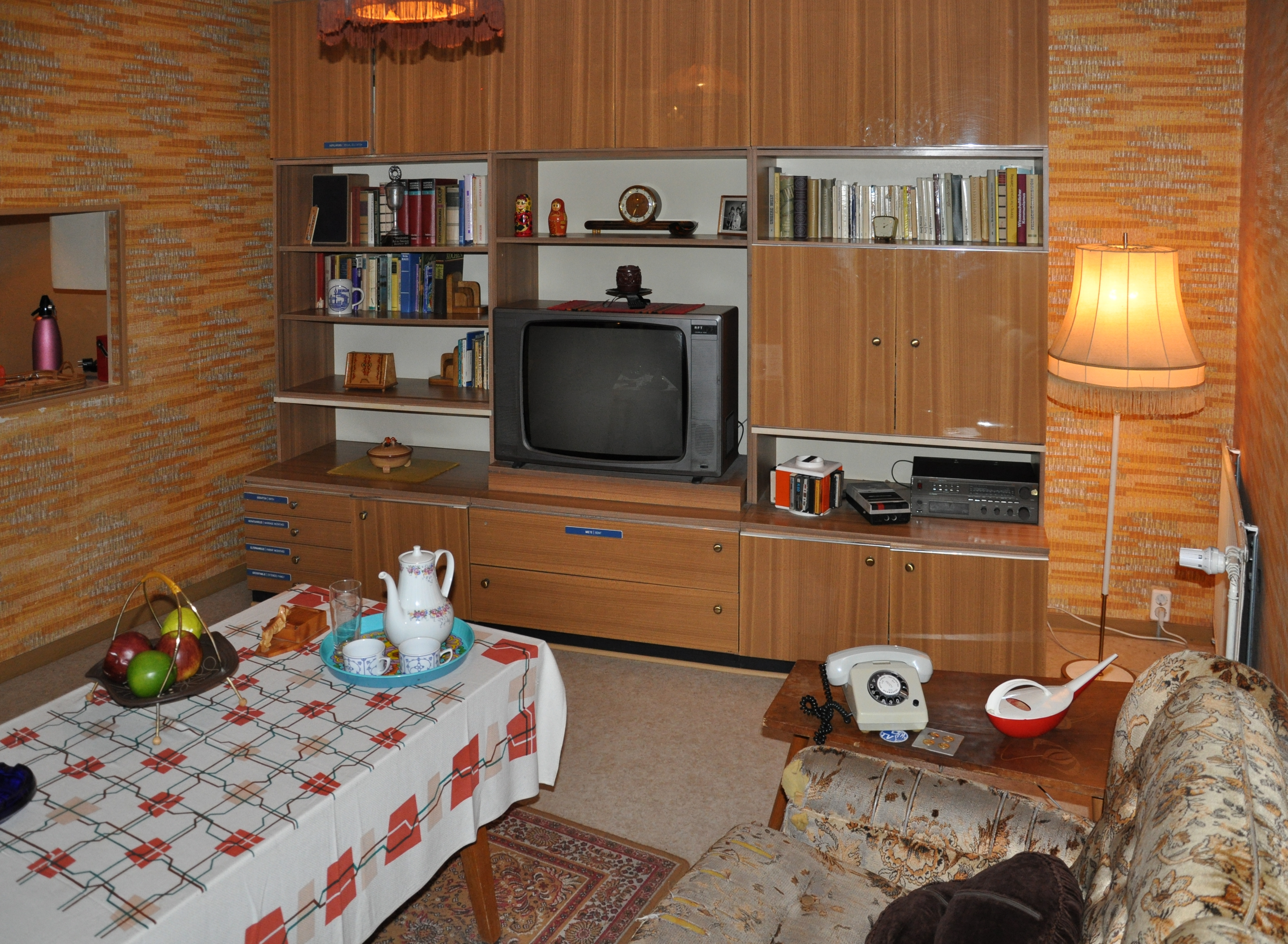
Typowy duży pokój
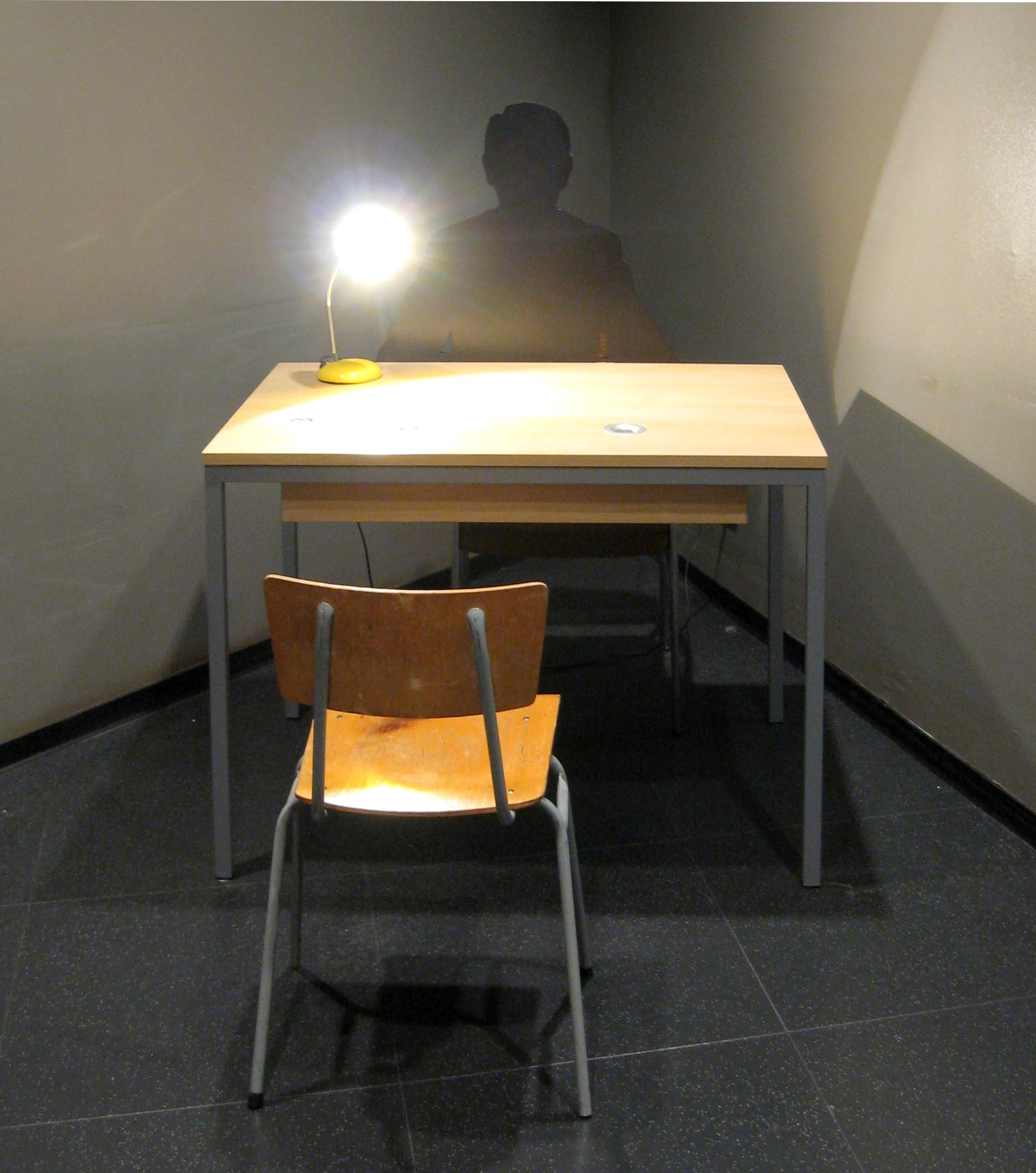
Pokój przesłuchań Stasi